# Polytrichum subrotundum
Polytrichum subrotundum là một loài rêu trong họ Polytrichaceae. Loài này được Menzies ex Brid. mô tả khoa học đầu tiên năm 1801.